# Jeunebeau

Jeunebeau(韓国語：㈜쥬네뷰）は、主に化粧品の製造、販売を行う大韓民国の企業。

## 概要
約20年間専門的に研究してきた細胞研究をもとに2018年に設立された。
2021年より海外への参入を本格化させ、2023年より日本参入。主に、Jeunebeauブランド製造・販売事業と化粧品研究ビジネス及びODMビジネスの事業を展開している。
Jeunebeauブランドではスキンケア化粧品の製造・販売を手掛けており、自社独自の特許成分セリクサー(Selixer™)を配合した化粧水・セラム・クリーム・クレンジングフォーム・マスクなどのラインナップがある。
また、Jeunebeauの親会社である韓国のIN2BIOは、IN2BIO付設研究所で開発した高品質の原料・香料を国内1800社以上に供給している国内トップ10に入る化粧品原料会社である。
IN2BIO付設研究所では数多くの国家プロジェクトを遂行しており、新しい化粧品素材を持続的に研究開発し、これと関連した多数の特許と論文を保有している。

## 沿革
- 2018年　株式会社Jeunebeau 設立/テストマーケット実施
- 2019年　Jeunebeau中国法人設立/香港コスモパック展示会参加
- 2020年　韓国日報、大韓民国新製品機能性化粧品部門大賞選定
- 2021年　中国海南免税店入店/MANOR VEVEYデパートメント入店イベント/Skyline Plaza Frankfurt入店イベント
- 2022年　ロッテデパート入店

## 理念他

### 企業メッセージ
Beauty Cell Again Science

### 企業理念
Jeunebeauは美しさに対する基準を変えます。
神秘的な細胞の生命力を先端細胞科学技術で解釈し
美しい成熟の秘密を細胞皮膚科学化粧品に盛込みます。
Jeunebeauと一緒にあなたの時間が美しく流れます。

## ブランド
- Jeunebeau(ジュネビュー)